# Vepřo knedlo zelo
Vepřo knedlo zelo (en español: cerdo, bola de masa, chucrut) es el nombre de uno de los platos nacionales de la República Checa .  Se compone de tres ingredientes principales:
- cerdo asado, generalmente magro, en rodajas
- bola de masa, ya sea de patata o de pan, también cortada en rodajas
- chucrut blanco (o menos a menudo rojo) al vapor

Se colocan los tres elementos por separado en un plato y se cubre la carne de cerdo en su propio jugo. Se cree que el plato tiene orígenes alemanes y también se come comúnmente en Eslovaquia y Austria.  